# (166609) 2002 RF232
166609 (2002 RF232) là một tiểu hành tinh vành đai chính được phát hiện ngày 10 tháng 9 năm 2002 bởi James Whitney Young ở Đài thiên văn Núi bàn gần Wrightwood, California.